# Luti (popolazione)

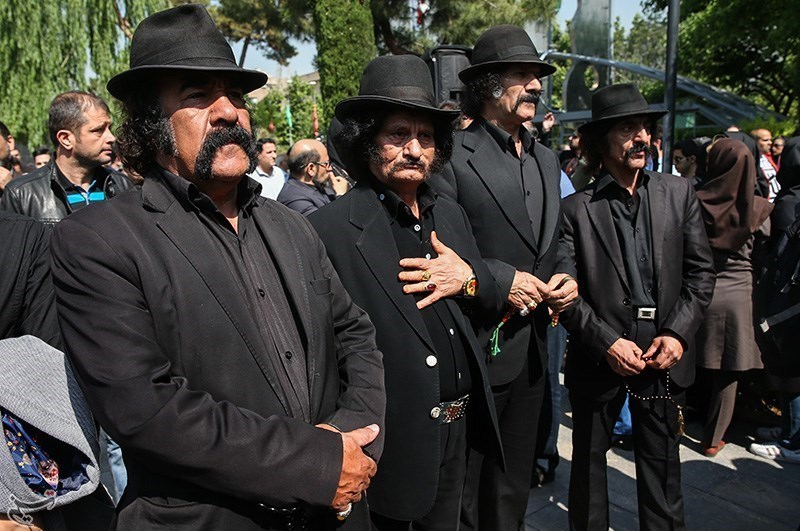
Gruppo di uomini Luti che partecipa a un funerale a Tehran

Luti, più raramente Looti nel mondo anglofono, (in persiano: لوطی) è il termine di origine persiana con il quale ci si riferisce a un enigmatico gruppo etnico, che alcune fonti considerano solo una classe sociale o, addirittura, una subcultura, la cui presenza in Iran è attestata con certezza sin dai tempi della Dinastia Qajar (XVIII sec. d.C.). Ciò nonostante, sembrano essere citati, con minor certezza, in fonti storiche molto più antiche.
Essendo spesso associati al mondo della criminalità, i luti affrontano in Iran una forte emarginazione sociale, tant'è che il loro stesso nome è considerato un dispregiativo e, pertanto, la loro popolazione non ha una stima precisa.

## Etimologia
La parola "Luti" ha avuto svariati significati nel corso della storia.
Tra il XIV e il XV sec. d.C., Rumi e Ubayde Zakani associarono il termine alla pederastia mentre lo scrittore Naser-e Khosrow descrisse i luti come "alcolizzati e ladri".
In tempi più recenti, il termine venne utilizzato per descrivere degli artisti ambulanti che si esibivano in spettacoli d'ispirazione derviscica, sotto l'effetto di stupefacenti.

## Storia

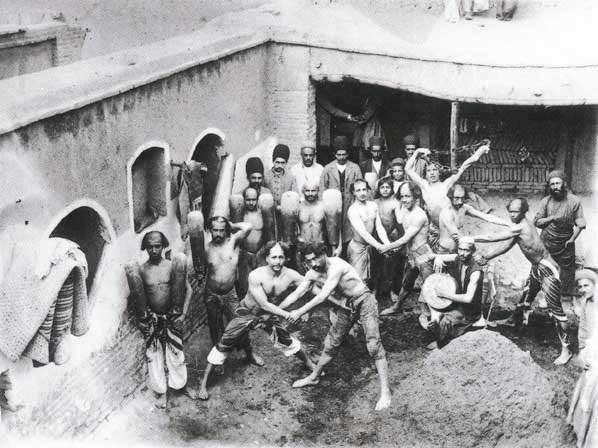
Luti che combattono in uno scontro clandestino in una foto Antoin Sevruguin

Le ricerche sociologiche e antropologiche riguardo ai luti, anche a causa della situazione politica iraniana, sono totalmente ferme. L'antropologo Amanolahi Sekandar dichiarò, nel 1975, di non aver trovato alcun tipo di fonte che potesse aiutarlo nei suoi studi e pertanto si vide costretto ad effettuare le prime ricerche direttamente sul campo, in particolare nella provincia del Lorestan e a Chahar Mahal.
Originariamente, sembra che i Luti frequentassero i circoli di lotta praticando molto il Varzesh-e Pahlavani e, proprio per la loro apparente predisposizione al combattimento, erano soliti essere ingaggiati come guardie del corpo e, data anche la loro devozione religiosa, in passato vennero ingaggiati anche per organizzare le celebrazioni della Passione di Muharram.
Durante il colpo di stato del 1953, i Luti svolsero un ruolo fondamentale nell'organizzazione di alcune delle proteste principali, tra le quali proprio quella che portò alla caduta dal governo dell'allora primo ministro Mohammad Mossadeq.
Nella rivoluzione islamica del 1979, molti Luti parteciparono attivamente per poi entrare a far parte del Basij.